# Alejandro Freire
Alejandro Freire (n. el 23 de agosto de 1974 en Caracas, Venezuela) es un jugador de béisbol venezolano. Hizo su debut profesional en la Liga Venezolana de Béisbol Profesional en 1989, además es exjugador de Grandes Ligas con los Baltimore Orioles como primera base. Batea y ataja con la mano derecha. 
En Estados Unidos, Freire llegó a las Grandes Ligas con los Orioles el 9 de agosto de 2005. Fue promovido después de promediar un .299 de average, con 19 jonrones y 69 carreras impulsadas en 106 juegos con los Ottawa Lynx (equipo de triple A). En 25 juegos Freire bateo para .246 (16 de 65) con un jonrón y cuatro carreras impulsadas. 
A la edad de 31 años, el paso de Freire para llegar a las Grandes Ligas estuvo minado de inconvenientes. En un principio fue firmado por los Houston Astros en 1991. Hizo su debut en las ligas menores en 1994 con el Gulf Coast League Astros. Paso casi doce temporadas completas jugando en las menores con los Astros, Tigers, Cardinals, Giants y finalmente con los Orioles. 
En Venezuela debuta con el equipo Navegantes del Magallanes donde jugó hasta 1998 cuando es traspasado a los Caribes de Oriente en cambio por el receptor Robert Machado. Más tarde pasa a las Águilas del Zulia objeto de un nuevo cambio, esta vez por el veterano lanzador José Solarte. Luego, en el año 2005 llega a los Tiburones de La Guaira junto al lanzador Oscar Álvarez en una nueva transacción en la cual se ven involucrados los jugadores Jackson Melián y Liu Rodríguez.

En la actualidad se encuentra retirado de la actividad beisbolística, motivo por el cual se desempeña como comentarista deportivo.